# 鲍勃·苏特
鲍勃·苏特（英語：Bob Suter，1957年5月16日—2014年9月9日），美国男子冰球运动员，场上位置是后卫。他曾代表美国国家队参加1980年冬季奥林匹克运动会冰球比赛，获得一枚金牌。